# Leslie Joy Whitehead

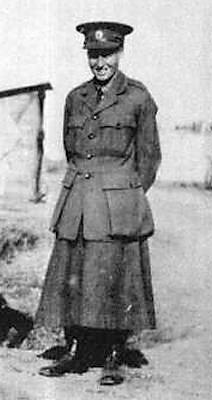
Leslie Joy Whitehead in uniforme del SRF

Leslie Joy Whitehead (Serbo Cirillico: Лесли Џој Вајтхед; Québec, 26 febbraio 1895 – Vancouver, 5 giugno 1964) è stata una militare canadese, nota come Josephine, Joy, o Jo. Leslie era una delle prime donne soldato del mondo occidentale ad entrare in prima linea come combattente durante la prima guerra mondiale, dopo essersi arruolata come uomo nel esercito serbo reale all'età di 22 anni. Durante il suo periodo sul fronte balcano sarebbe andata a lavorare come ingegnere militare, come guardia per gli Scottish Women's Hospitals for Foreign Service e sarebbe stata fatta prigioniera di guerra sotto l'esercito bulgaro, a seguito dell'invasione di Belgrado, l'8 ottobre 1915.

## Biografia

### Primi anni
Nacque da Charles Ross Whitehead, un produttore di cotone di Montmorency, Quebec, e Winifred Thomas Stevenson. Crebbe con i suoi due fratelli più piccoli, William e Pillans nella città di Trois-Rivieres, Quebec, Canada. Sebbene si sappia poco dei suoi primi anni, le sue attività nella vita adulta erano in gran parte incentrate su quelle che venivano considerate attività tradizionalmente maschili. È stato ampiamente riferito che nella sua giovane età adulta si interessava molto a sparare, alla guida e ai grandi spazi aperti. Prima dell'inizio della prima guerra mondiale, Leslie trascorse un lungo periodo vivendo da sola nel deserto canadese. Secondo un articolo dell'8 gennaio 1916 apparso sul Manitoba Free Press, Winnipeg, visse una "vita all'aperto" per "un paio di anni […] sui Monti Laurenziani a Val-Morin". Il Toronto Daily Star riferì anche che "Miss Whitehead" era "estremamente affezionata alla vita all'aperto, indossava abiti semi-maschili durante i suoi vagabondaggi attraverso i boschi e poteva gestire una canoa o sparare meglio della maggior parte degli uomini".

## Lavoro in guerra

### Primi lavori e volontariato
Quando il Canada entrò nella Grande Guerra, il 4 agosto 1914, lei aveva solo 19 anni ma era già risoluta nella sua ricerca di raggiungere il fronte, dove sperava di "essere sistemata come autista di autotrasporto o ambulanza". Per quanto riguarda molte donne il cui vero desiderio risiedeva nell'arrivare al centro dell'azione in prima linea, tuttavia, la Whitehead iniziò inizialmente il suo lavoro di guerra lontano dalle linee di fuoco. In viaggio verso Londra, Inghilterra, si offrì volontaria, insieme a "un gruppo di giovani donne canadesi", per lavorare "lunghe ore sullo schedario e sulla macchina da scrivere per", come riferì lo Yorkshire Evening Post il 3 giugno 1915, "tenere informata la gente del suo paese sulle condizioni dei feriti nel contingente canadese". Questo giornale descriveva 'Miss Whitehead' come "una donna volontaria di tipo molto diverso", perché poteva "fare quasi tutto nella vita all'aria aperta" ed era "desiderosa di mettere la sua manualità a disposizione delle autorità militari". Durante la Grande Guerra, d'altra parte, il fronte occidentale era completamente vietato alle donne. Le zone di conflitto erano ritenute un luogo troppo pericoloso per il 'sesso debole', con alcuni che consideravano persino un abominio che la donna donatrice di vita entrasse nel campo di battaglia, dove si trovava ad assistere alla brutale e inesorabile perdita di vite umane. Le poche donne che arrivarono a questo fronte furono, quindi, bollate come 'seguaci del campo' (cioè prostitute) o, come nel caso della geniera Dorothy Lawrence, l'unica donna inglese a travestirsi da soldato e ad ottenere l'accesso al fronte occidentale in questa veste, rimandate in Inghilterra in uno stato di disgrazia. La Whitehead era però determinata nel suo obiettivo. Come le dottoresse degli Ospedali Femminili Scozzesi, decise di offrire i suoi servizi alla Gran Bretagna e agli alleati del Commonwealth; una decisione che alla fine l'avrebbe portata in Serbia. Fu in seguito all'accettazione del suo aiuto da parte di questo paese balcanico che divenne un ingegnere volontario presso il Serbian Relief Fund nel luglio 1915.

### Con l'esercito serbo
Leslie si arruolò come uomo nell'Esercito Reale Serbo all'età di 22 anni. Una volta in Serbia, Whitehead si è trovata in grado di vivere liberamente la vita come un uomo. Tuttavia, questa libertà doveva essere interrotta quando l'8 ottobre 1915 la Serbia cadde nelle mani delle forze degli Imperi centrali. Il 3 novembre 1915 Whitehead lavorava sotto occupazione nella città serba centrale di Kruševac. Secondo la dottoressa Catherine Corbett della seconda unità serba degli ospedali femminili scozzesi, questa donna ingegnere era stata inviata a Kruševac con l'esercito serbo all'interno nel quale si era "arruolata come uomo". Secondo fonti di giornali contemporanei, Whitehead 'agiva come tenente nel Corpo Veterinario dell'Esercito Serbo, avendo rinunciato al lavoro in ospedale' in modo che 'potesse avvicinarsi alla linea del fuoco' quando iniziò l'occupazione serba. Sotto l'occupazione, l'abilità di Whitehead con le armi e le abilità all'aperto si sarebbero rivelate più vitali che mai e si sono rivelate particolarmente utili per gli Ospedali Femminili Scozzesi. Trovandosi spesso presi di mira da ladri sotto forma di locali disperati, prigionieri di guerra e nemici allo stesso modo, gli ospedali femminili scozzesi reclutarono Whitehead come "guardia" nella speranza che aiutasse a scoraggiare il saccheggio quasi quotidiano di risorse e rifornimenti. La sua manualità non passò inosservata al nemico e il 24 novembre 1915 si trovò alle dipendenze di "un medico tedesco", per il quale si occupava di "alcuni grandi e complicati disinfettatori".

### Prigioniera di guerra
Non è chiaro cosa accadde esattamente alla Whitehead tra il novembre 1915 e la fine del 1916, ma il 7 gennaio 1916 sia il Toronto Daily Star che The Globe riferirono che 'Miss Joy Whitehead, una ragazza atletica del Quebec' era stata "imprigionata" dai bulgari. Al momento di essere fatta prigioniera di guerra, The Globe cita che la Whitehead "fu catturata dai bulgari mentre prestava servizio con un corpo veterinario britannico in Serbia", una divisione a cui si era unita "grazie alla sua conoscenza dei cavalli".

## Vita privata e morte
Ad un certo punto durante il suo periodo come prigioniera di guerra (1916 circa), la Whitehead incontrò e sposò un tenente dell'Esercito Reale Serbo di nome Vukota Vojinović (alias Vojinovitch/Voyinovitch) della città di Užice. La coppia tornò in Canada dove lei diede alla luce il suo primo figlio, una bambina di nome Mila, nell'ottobre 1917. La coppia ebbe una seconda figlia nel 1922 di nome Winifred Dana, seguita da un figlio di nome Miladin (in seguito Dean) nel 1923. A questo punto la giovane famiglia aveva viaggiato insieme a Napoli, in Italia, così ed a Patrasso, in Grecia. Negli anni '30 il matrimonio della Whitehead con Vukota si era deteriorato e la coppia aveva divorziato. Durante questo periodo, diede alla luce un secondo figlio, David John Vaughan. Nel 1937 Leslie aveva risposato un uomo di nome George Andrew Vaughan. La coppia ha vissuto insieme nella Columbia Britannica, in Canada ed è rimasta sposata fino alla morte di George, avvenuta il 9 ottobre 1944. Non è noto se la coppia abbia avuto figli.
Leslie morì vedova a Princeton, Columbia Britannica, il 5 giugno 1964, all'età di 69 anni, dopo aver sviluppato un carcinoma allo stomaco.

## Diritti
- Questa voce incorpora questo testo, di Natasha Stoyce ed Alan Cumming,[15] disponibile sotto la licenza CC BY-SA 3.0.